# Coloso de Meritamón

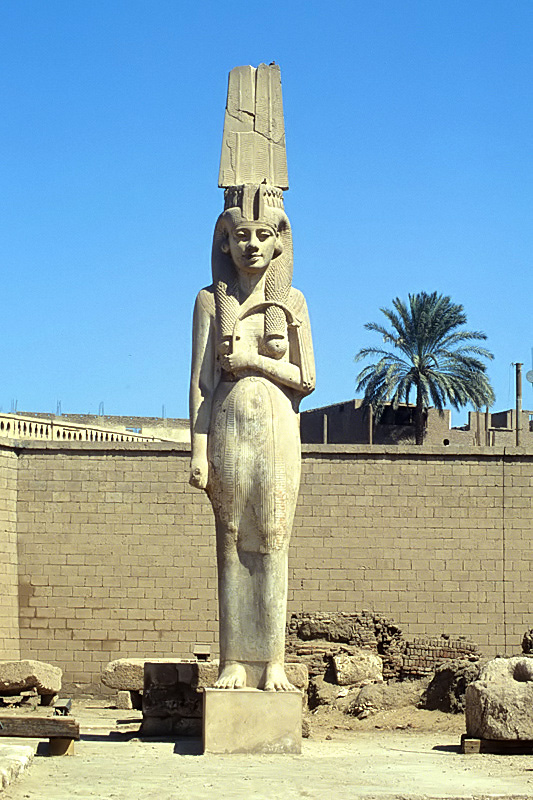
Coloso de Meritamón en Ajmím.

El coloso de Meritamón es una estatua gigante de la reina Meritamón, hija y gran esposa real del faraón Ramsés II, de la XIX dinastía del Antiguo Egipto. Tallada en caliza con once metros de altura, es el coloso femenino más grande encontrado. Se exhibe in situ en la ciudad de Ajmin, la antigua Ipu o Panópolis para los griegos, en cuyo templo del dios Min se encontraba.

## Descripción
Desenterrada en perfecto estado de conservación en 1982, junto con un coloso de Ramsés II roto en setenta fragmentos, ambos flanqueaban originalmente la puerta de entrada de una gran capilla que el faraón mandó construir en el complejo del gran templo del dios patrono de la ciudad, Min. Meritamón aparece al estilo tradicional, de pie con una pierna ligeramente adelantada, el brazo izquierdo doblado sobre el pecho sujetando un espantamoscas. Viste el largo vestido ceñido y finamente plisado a la moda de la época, cinturón largo, collar ancho, peluca larga, pendientes grandes en forma de botón, el tocado del buitre, y una corona de cobras solares sosteniendo dos altas plumas, todo lo cual, finamente tallado, la identifica como reina y gran esposa real.

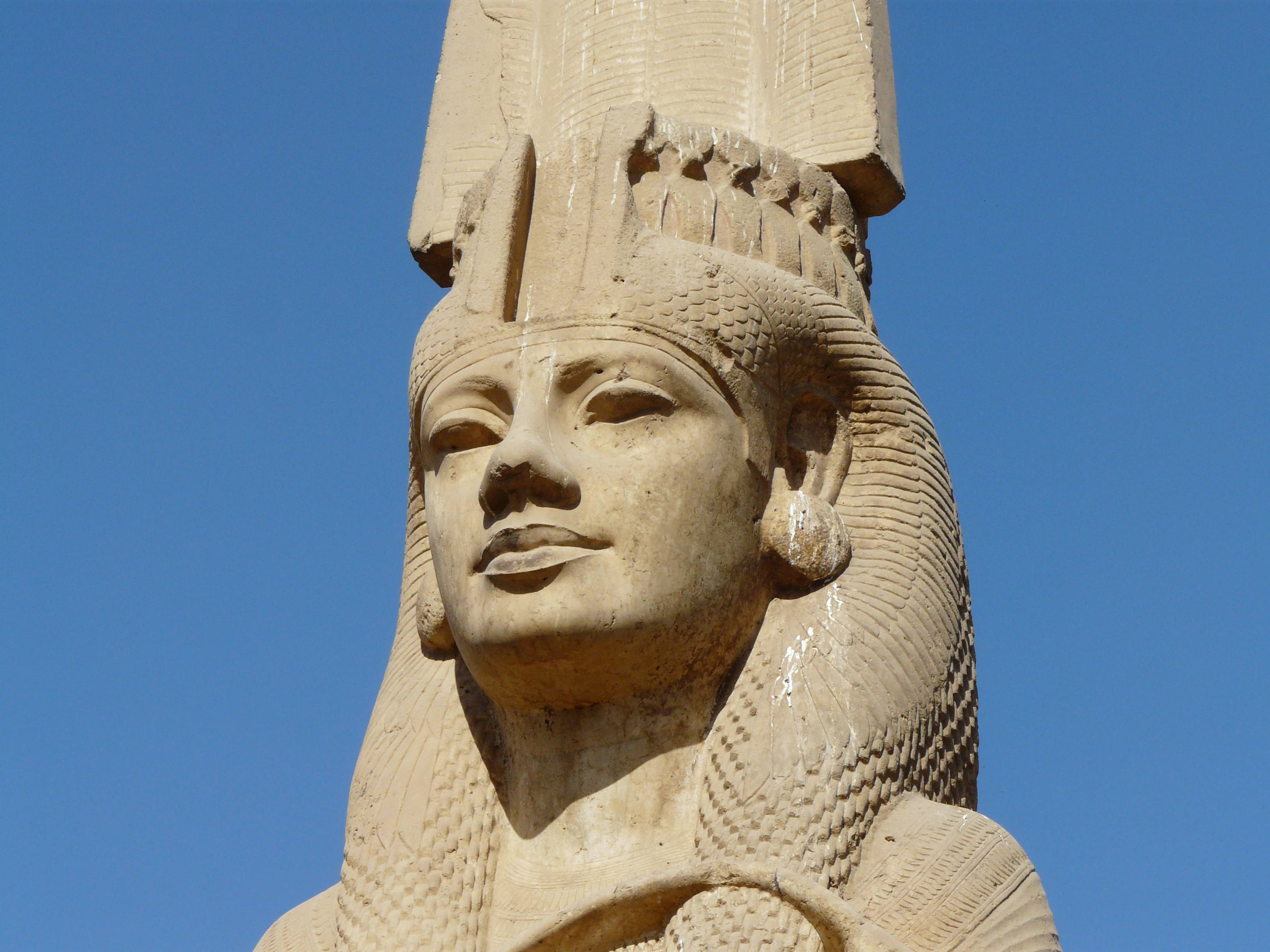
Detalle del rostro sereno y levemente sonriente de la soberana.

El gran coloso del rey, de doce metros de altura, que lo muestra en pose similar, de pie con una pierna levemente adelantada, los brazos a lo largo del cuerpo con los puños cerrados sobre cetros o rollos de papiro, portando collar, el faldellín corto plisado y la corona del Alto Egipto que lo identifica como rey de esa región donde se ubicaba la ciudad, fue finalmente reemsamblado, restaurado y colocado de nuevo junto al de su hija y esposa en abril de 2019, tal y como se encontraban originalmente, flanqueando la entrada a la desaparecida capilla.